# Esenbeckia bicolor
Esenbeckia bicolor är en vinruteväxtart som beskrevs av Ramos. Esenbeckia bicolor ingår i släktet Esenbeckia och familjen vinruteväxter. Inga underarter finns listade i Catalogue of Life.